# 樹脂接着剤注入施工技能士
樹脂接着剤注入施工技能士（じゅしせっちゃくざいちゅうにゅうせこうぎのうし）とは、国家資格である技能検定制度の一種で都道府県知事（問題作成等は中央職業能力開発協会、試験の実施等は都道府県職業能力開発協会）が実施する、樹脂接着剤注入施工に関する学科及び実技試験に合格した者をいう。
なお職業能力開発促進法により、樹脂接着剤注入施工技能士資格を持っていないものが樹脂接着剤注入施工技能士と称することは禁じられている。

## 級別
平成29年度まで単一等級のみであったが、平成30年度の技能検定から、1級、2級の区分となった。

## 実技作業試験内容（樹脂接着剤注入工事作業）
- 単一等級：建築物外壁を想定した試験架台に、浮き部の穿孔(せんこう)及びエポキシ樹脂の注入作業、ひび割れ部の自動式低圧注入作業、ひび割れ部のUカットシール充てん作業及び欠損部の補修の作業を行う。試験時間＝2時間